# Док Макплюшинс
„Док Макплюшинс“ (на английски: Doc McStuffins) е американски образователен анимационен сериал, който е създаден от Крис Ний, който се излъчва по Disney Junior от 23 март 2012 г. до 18 април 2020 г.
На 7 февруари 2022 г. е съобщено, че сериалът, ще отбележи 10-годишния си юбилей във формата на специален анимационен музикален епизод, който се излъчва на 26 август 2022 г.

## В България
В България сериалът е излъчен по Disney Junior с български нахсинхронен дублаж, записан в студио „Александра Аудио“.